# حمورابي الثاني
كان حمورابي الثاني (حكم في منتصف القرن السابع عشر قبل الميلاد) ملكًا غامضًا في يمحاض (حلب) ، وربما حكم بعد إركابتوم .  

## هويته
تم الخلط بين حمورابي الثاني وحمورابي الثالث ،  ملك يمحاض الذي ورد ذكره على أنه ابن ملك حلب في حوليات حطوسيلي الأول . 
لوحات ألالاخ ALT 21 و ALT 22، (التي نقشت قبل تدمير ألالاخ)  تذكر حمورابي كملك، في حين ذكر حمورابي في تاريخ الحثيين بعد تدمير ألالاخ كابن الملك يريم-ليم. بما أن ومنذ أن ألالاخ دمرت في عهد يريم ليم الثالث فإن حمورابي المذكور في الألواح رقم 21 و 22 لا يمكن أن يكون هو نفسه حمورابي ابن وخليفة يريم ليم الثالث.

## الخلافة
لا يعرف شيء عن حمورابي الثاني غير أنه موجود كشخصية تاريخية. نسبه غير معروفة ولكن بما أنه ذكر قبل تدمير ألالاخ خلال فترة حكم الثالث فلا بد أن يريم-ليم الثالث خلفه .

### اقتباسات
1. ↑  wilfred van soldt. Akkadica, Volumes 111-120. ص. 105. مؤرشف من الأصل في 2021-04-06.
2. ↑  Syrian Chronology in the Old and Early Middle Babylonian Periods, Akkadica 119-20. مؤرشف من الأصل في 2021-04-29.
3. ↑  wilfred van soldt. Akkadica, Volumes 111-120. ص. 106. مؤرشف من الأصل في 2021-04-06.
4. ↑  Iorwerth Eiddon Stephen Edwards. The Cambridge Ancient History. ص. 244. مؤرشف من الأصل في 2017-10-10.
5. ↑  Eva Von Dassow. State and society in the late Bronze Age: Alalaḫ under the Mittani Empire. ص. 14. مؤرشف من الأصل في 2017-04-26.
6. 1 2  wilfred van soldt. Akkadica, Volumes 111-120. ص. 106. مؤرشف من الأصل في 2021-04-06.